# كلاوس جانسن
كلاوس جانسن (بالإنجليزية: Klaus Janson)‏ (ولد في 23 يناير 1952) هو  من أصل ألمانية ولد في الأمريكية فنان في المجلات الهزلية يعمل بانتظام كوميكس مارفل ودي سي كوميكس و بشكل متقطع على شركات مستقلة. بينما هو معروف بوصفه على inker، جانسن كثيرا ما عمل في رسام بالرصاص و أيضا رسام.

## النشأة
كلاوس جانسون ولد في كوبورغ ، ألمانيا،  هاجر إلى الولايات المتحدة في عام 1957 ، استقر مع عائلته في ولاية كونيتيكت، حيث كان يعيش في بريدجبورت من عام 1957 إلى عام 1972.

## المهنة
بعد فترة قصيرة قضاها مساعداً ديك جيوردانو في أوائل 1970،  جانسون هو أول عامل في المجلات الهزلية الفني نشرت مجلة الأعجوبة في Jungle Action #6 (سبتمبر. 1973). جانسون جاء إلى الصدارة في inker أكثر من sal Buscema أقلام الرصاص على المدافعين. ومنذ ذلك الحين فقد استقليت على معظم عناوينه الرئيسية في Marvel و DC. في عام 1975 بدأ المدى الطويل في inker على Daredevil، في 1983). مع #171 السلسلة ذهبت من نصف الشهر إلى شهرية؛ غير قادر على التعامل مع عبء العمل المتزايد، آنداك -الكاتب/penciler فرانك ميلر بدأ الاعتماد بشكل متزايد على جانسون على العمل الفني، يرسل له أكثر مرونة وأكثر مرونة أقلام بمع داية  #173. من قضية #185، ميلر كان تقريبا تخلى عن دوره  وتوفير فقط تخطيطات جانسن إلى قلم الرصاص والألوان. بعد رحيل ميلر،  جانسن وجه السلسلة وحده لأربع قضايا.

## الجوائز
- التفاحة الذهبية جائزة أفضل فنان; الأنجلوسكسونية كاريكاتير مهرجان
- محبرة جوائز عن جو Sinnott الشهرة جائزة (2010)[11]
- محبرة جوائز المفضلة Inker (2013)[12]
- محبرة جوائز ضيف شرف حفل جوائز 2015

## وصلات خارجية
- كلاوس جانسن على موقع IMDb (الإنجليزية)
- Klaus Janson على قاعدة بيانات الكتب المصورة
- كلاوس جانسن في مايك عالم مدهش من الكوميديا
- كلاوس جانسن في دليل غير رسمي من كاريكاتير الأعجوبة المبدعين